# Creu des Santuari de Gràcia

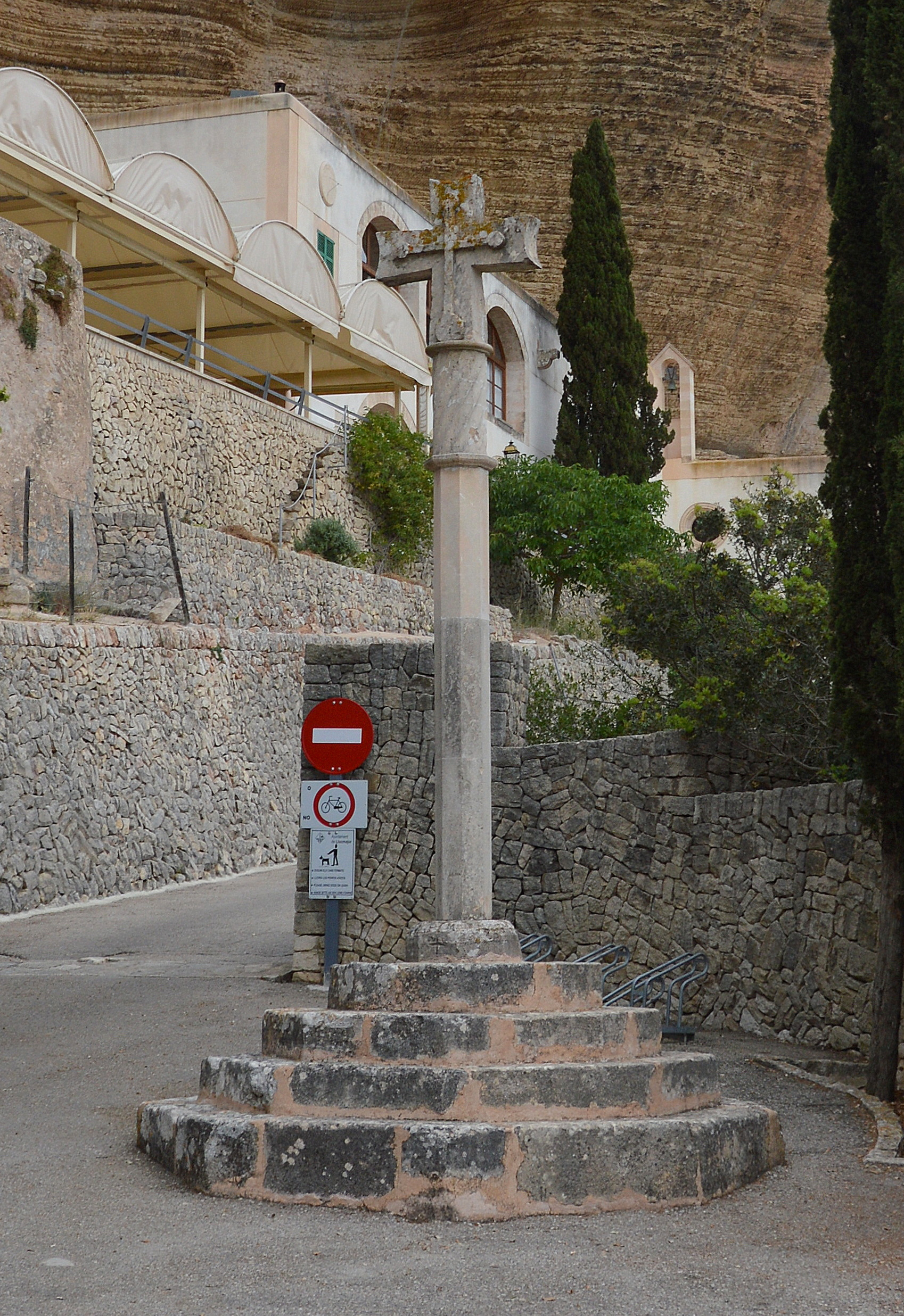
Creu des Santuari de Gràcia, 2016

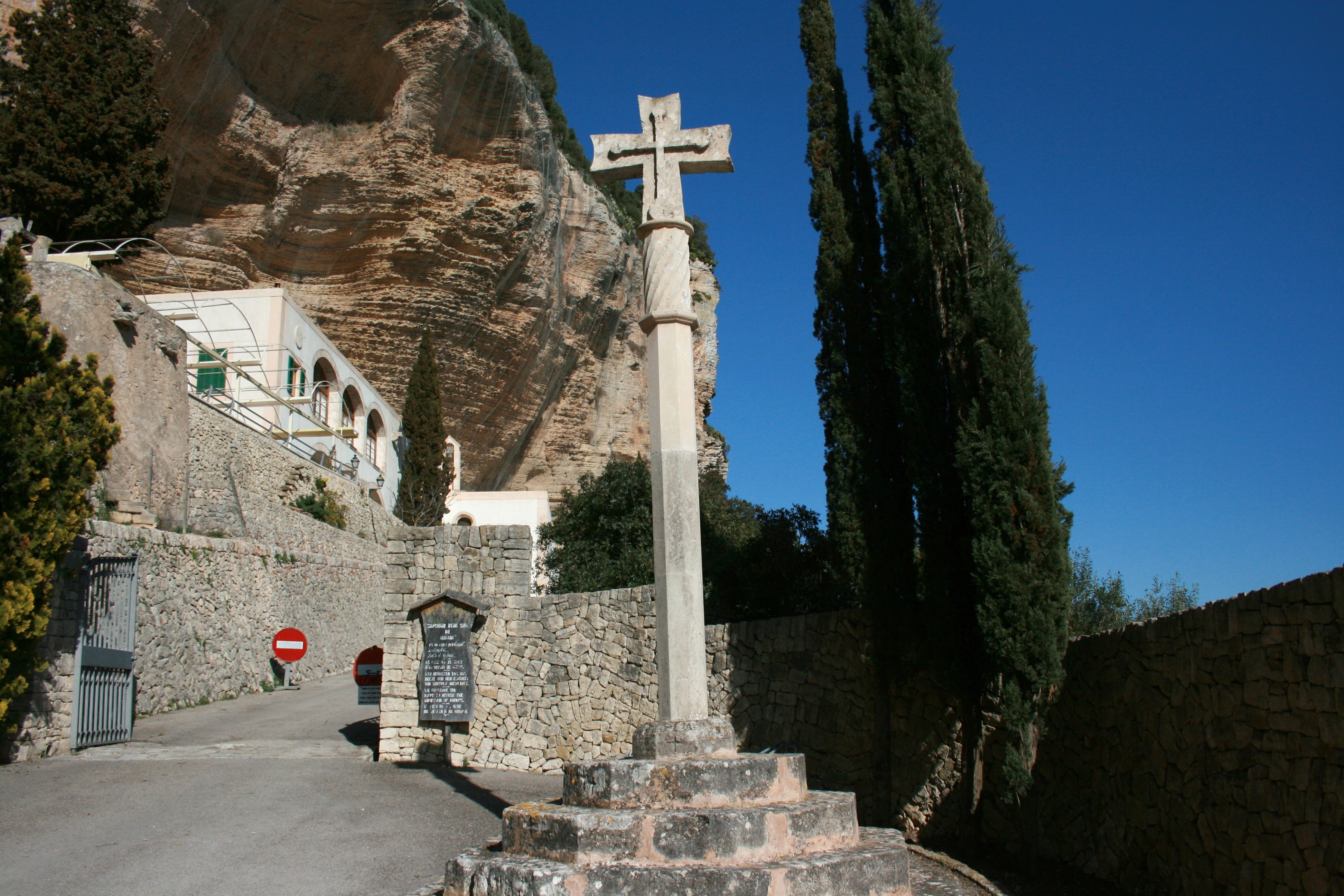
2009

Das Creu des Santuari de Gràcia ist ein denkmalgeschütztes Kreuz vor dem Heiligtum Santuari de Nostra Senyora de Gràcia auf dem Puig de Randa im südlichen Teil der spanischen Mittelmeerinsel Mallorca im Gebiet der Gemeinde Llucmajor.
Das Kreuz befindet sich unmittelbar am Eingang zum Gelände des Heiligtums.

## Gestaltung und Geschichte
Es entstand vermutlich im späten 18. Jahrhundert als Ersatz für ein hier bereits zuvor stehendes Kreuz. Das Kreuz steht auf einem oktogonalen Sockel, der aus vier Stufen besteht. Auf einer Basis erhebt sich das Kreuz mit einem ebenfalls oktogonalen Schaft, auf dem sich ein schraubenförmig verziertes Kapitell befindet. Auf ihm ruht das eigentliche, annähernd lateinische Kreuz mit nach innen gewölbten Enden. Auf dem Kreuz ist ein schmales Kreuz herausgearbeitet, dessen Ende jeweils kreisförmig gestaltet sind. 
Das Creu des Santuari de Gràcia erreicht eine Gesamthöhe von 3,17 Meter. Im örtlichen Denkmalverzeichnis ist es unter der Nummer RI-51-0010311 registriert.